# Nagurus rhodiensis
Nagurus rhodiensis là một loài chân đều trong họ Trachelipodidae. Loài này được Arcangeli miêu tả khoa học năm 1934.